# 龙湖镇 (南城县)
龙湖镇，是中华人民共和国江西省抚州市南城县下辖的一个乡镇级行政单位。

## 行政区划
龙湖镇下辖以下地区：
龙湖社区、风洲村、龙湖村、王坪村、竺由村、小竺村、北源村、严和村、蔡坊村、池源村、上兰村、案科村、黄源村和五角口村。